# ساخته‌شده در کره
ساخته شده در کره (انگلیسی: Made in Korea; کره‌ای: 메이드 인 코리아) یک مجموعه تلویزیونی محصول کره جنوبی به نویسندگی پارک اون گیو و پارک جون سوک، کارگردانی وو مین هو و با بازی هیون بین و جونگ وو سونگ است. این مجموعه وقایعی را به تصویر می‌کشد که در دوران تاریخ مدرن و معاصر کره در دههٔ ۱۹۷۰ رخ می‌دهند. این مجموعه در سال ۲۰۲۵ از دیزنی پلاس پخش خواهد شد.

## بازیگران

### اصلی
- هیون بین در نقش بک کی ته[۴]

مردی جاه‌طلب برای قدرت و ثروت
- جونگ وو سونگ در نقش جانگ گون یونگ[۴]

یک دادستان

### مکمل
- جونگ سونگ ایل در نقش چون سوک جونگ[۴]
- وون جی آن در نقش چوی یو جی[۴]

یک لابیست
- سو اون سو در نقش اوه یه جین[۴]

یک کارآگاه
- چو یو جونگ در نقش به گوم جی[۴]

## انتشار
دیزنی پلاس اعلام کرد که ساخته شده در کره در سال ۲۰۲۵ پخش خواهد شد.